# 回良玉

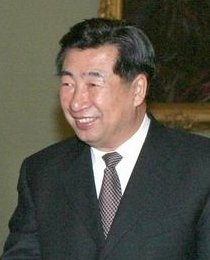
回良玉

回 良玉（かい りょうぎょく）は中華人民共和国の政治家。第16期中国共産党中央政治局委員、農業、民政、民族、宗教担当の副首相。回族。
1964年に吉林農業学校卒業。吉林省委員会党学校卒の大専。1966年に中国共産党入党。楡樹県で業務に就くが、1968年から1年間楡樹県の五七幹校(zh)に下放される。
復帰後も楡樹県で長期にわたって農業に携わり、省楡樹県委員会副書記、省農業局副局長など地元で着実にキャリアを重ねる。政界入りも省の農業担当省常務委員、副省長だった。2000年から就任した江蘇省党委書記時代には私営企業育成で江沢民の賞賛を受け、2003年の全人代で国務院副総理就任。就任には李嵐清の強い後押しがあった。
2006年7月、北朝鮮のミサイル発射で「中朝友好協力互助条約」締結45周年を建前に訪朝し、日本などが国連安保理に提出した北朝鮮制裁措置を含めた決議案に関して、北朝鮮の譲歩を引き出そうとするものだったが、決議案に賛成したための報復からか、金正日には会えなかった。
湖北、安徽、江蘇で副書記、省長、党委書記を歴任。地方経験は16期政治局委員の中でも長い。

## 外部サイト
- 公式サイト

| 先代陳煥友 | 江蘇省党委員会書記1999年 - 2002年 | 次代李源潮 |